# Limonow (Roman)
Limonow ist der deutsche Titel einer von Emmanuel Carrère verfassten Romanbiografie über den russischen Schriftsteller und Politiker Eduard Limonow. Die französische Originalausgabe erschien 2011 unter dem Titel Limonov bei Éditions P.O.L., einem Verlagshaus der Éditions Gallimard. Die deutsche Ausgabe, übersetzt von Claudia Hamm, erschien 2012 bei Matthes & Seitz Berlin.

## Entstehung
Carrère kennt Limonow seit den 1980er Jahren. Die von ihm verfasste Biografie entstand aus der Idee, eine Reportage über ihn zu schreiben.

## Inhalt
Carrère erzählt einerseits die Lebensgeschichte Limonows, wobei er diese gleichzeitig mit seiner eigenen Biografie verschränkt. Inhaltlich stützt sich der Autor vor allem auf die autobiografischen Werke Limonows.

## Rezeption
Das Buch wurde in Frankreich zu einem Bestseller und unter anderem vom damaligen Staatspräsidenten Nicolas Sarkozy zur Lektüre empfohlen. Für Limonov erhielt Carrère 2011 den Prix Renaudot sowie den Prix de la langue française.